# Nyctibatrachus deccanensis
Espèce
Synonymes
- Rana pygmaea Günther, 1876 "1875"
- Nyctibatrachus pygmaeus (Günther, 1876)
- Nyctibatrachus sholai Radhakrishnan, Dinesh & Ravichandran, 2007

Statut de conservation UICN

 VU B1ab(iii) : Vulnérable
Nyctibatrachus deccanensis est une espèce d'amphibiens de la famille des Nyctibatrachidae.

## Répartition
Cette espèce est endémique du Sud-Ouest de l'Inde. Elle se rencontre dans les Ghâts occidentaux dans les États de Tamil Nadu et de Kerala, entre 500 et 2 000 m d'altitude,.

## Publications originales
- Dubois, 1984 : Miscellanea nomenclatorica batrachologica (V). Alytes, vol. 3, fasc. 3, p. 111-116.
- Radhakrishnan, Dinesh & Ravichandran, 2007 : A new species of Nyctibatrachus Boulenger (Amphibia: Anura: Nyctibatrachidae) from the Eravikulam National Park, Kerala, India. Zootaxa, no 1595, p. 31-41.